# 麥迪遜鎮區 (阿肯色州霍華德縣)
麥迪遜鎮區（英語：Madison Township）是位於美國阿肯色州霍華德縣的一個行政鎮區。

## 地方資料
麥迪遜鎮區的面積為100.94平方千米，當中陸地面積為100.75平方千米，而水域面積為0.19平方千米。根據2010年美國人口普查的數據，當地共有人口1564人，而人口密度為每平方千米15.49人。